# Ray McKinnon

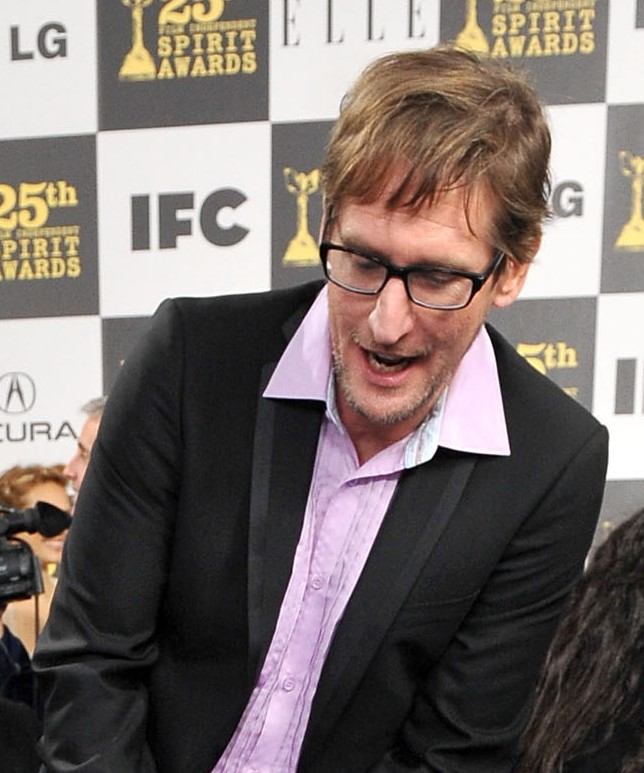
Ray McKinnon (2010)

Ray McKinnon (* 15. November 1957 in Adel, Georgia) ist ein US-amerikanischer Schauspieler, Drehbuchautor, Regisseur, Produzent und Oscarpreisträger.

## Leben und Karriere
Ray McKinnon wurde im November 1957 in Adel im US-Bundesstaat Georgia geboren und ist dort auch aufgewachsen. Er schloss die Valdosta State University mit einem Abschluss in Theater ab. Nach einigen kleineren Rollen in Fernsehfilmen und Fernsehserie, wie In der Hitze der Nacht, Im Netz des Todes, Aufbruch der Söhne und Sugarbaker’s – Mann muss nicht sein, spielte er in Betty Lou – Der ganz normale Wahnsinn und In einer kleinen Stadt erstmals größere Rollen. Es folgten Nebenrollen in den Filmdramen Visitors – Besucher aus einer anderen Welt, Die Grasharfe und Apollo 13. In der Western-Miniserie Dead Man’s Walk – Der tödliche Weg nach Westen – eine Adaption des gleichnamigen Buches des Schriftstellers Larry McMurtry – hatte er die Rolle des Texas Rangers Long Bill Coleman inne. 1998 spielte er neben Patricia Arquette und Ellen DeGeneres in der Komödie Goodbye Lover und 2002 neben George Clooney in Ethan und Joel Coens O Brother, Where Art Thou? – Eine Mississippi-Odyssee mit. 2001 war er als Hauptdarsteller, Regisseur und Drehbuchautor an dem Kurzfilm Der Buchhalter beteiligt, der von Ginny Mule Pictures produziert wurde. Die Produktionsfirma wurde von ihm, seiner Ehefrau Lisa Blount und Walton Goggins gegründet. Für diesen Film gewann McKinnon zusammen mit seiner Ehefrau bei der Oscarverleihung 2002 den Oscar für den Besten Kurzfilm sowie einige Filmfestivalpreise.
2003 übernahm er neben Tommy Lee Jones und Cate Blanchett im Filmdrama The Missing, das auf dem Roman The Last Ride von Thomas Eidson aus dem Jahr 1995 beruht, die Rolle des Russell J. Wittick. Ein Jahr später war er als Drehbuchautor, Regisseur, Produzent und als Schauspieler von Snake am Kritikererfolg Chrystal beteiligt. Ebenfalls in diesem Jahr stand er in 11 der 12 Episoden der ersten Staffel von HBOs Dramaserie Deadwood als Pfarrer Smith vor der Kamera. 2006 war er gleich in zwei Filmen (Dinge, die von Bäumen hängen und Come Early Morning – Der Weg zu mir) als Hauptdarsteller zu sehen. Bei der im Jahr 2007 veröffentlichten Komödie Randy and the Mob spielte er wiederholt neben seiner Ehefrau die Hauptrolle, während er das Drehbuch zum Film schrieb und ihn außerdem inszenierte. 2008 und 2009 folgten vier weitere Hauptrollen, darunter die Miniserie Comanche Moon und das Sportdrama Blind Side – Die große Chance. 2011 war er als Kyle in Take Shelter – Ein Sturm zieht auf, als Lloyd in Runaway Girl, als Mr. Doyle in Mein Freund, der Delfin und als Wes Warnicker in Footloose zu sehen. In der vierten Staffel von FXs Sons of Anarchy spielte er in 11 Episoden die Rolle des Lincoln Potter. Diese Rolle spielt er auch seit 2018 in der Spin-Off-Serie Mayans M.C. 2012 hatte er einen Auftritt in The Last Ride. 2017 spielte er in der AMC-Serie Fear the Walking Dead die Rolle des Motorradclub-Chefs „Aufseher John“.
Er konzipierte auch die vom Sundance Channel produzierte Fernsehserie Rectify, die von 2013 bis 2016 ausgestrahlt wurde. Für die Serie fungierte er auch als Regisseur und Drehbuchautor.

## Filmografie (Auswahl)

### Als Schauspieler
- 1989–1991: In der Hitze der Nacht (In the Heat of the Night, Fernsehserie, 3 Episoden)
- 1990: Im Netz des Todes (Web of Deceit, Fernsehfilm)
- 1990: Aufbruch der Söhne (Rising Son, Fernsehfilm)
- 1991: Bugsy
- 1991: Die Nacht des Jägers (The Night of the Hunter, Fernsehfilm)
- 1991–1992: Mann muss nicht sein (Designing Women, Fernsehserie, 2 Episoden)
- 1992: Betty Lou – Der ganz normale Wahnsinn (The Gun in Betty Lou’s Handbag)
- 1993: In einer kleinen Stadt (Needful Things)
- 1994: Stephen Kings The Stand – Das letzte Gefecht (The Stand)
- 1994: Visitors – Besucher aus einer anderen Welt (Roswell)
- 1995: Die Grasharfe (The Grass Harp)
- 1995: Apollo 13
- 1995: Der Klient (The Client, Fernsehserie, 3 Episoden)
- 1996: Dead Man’s Walk – Der tödliche Weg nach Westen (Dead Man’s Walk, Miniserie, 3 Episoden)
- 1997: Der Strom (Old Man, Fernsehfilm)
- 1998: Goodbye Lover
- 2000: O Brother, Where Art Thou? – Eine Mississippi-Odyssee (O Brother, Where Art Thou?)
- 2001: Der Buchhalter (The Accountant, Kurzfilm)
- 2003: The Missing
- 2004: Chrystal
- 2004: Deadwood (Fernsehserie, 11 Episoden)
- 2006: Come Early Morning – Der Weg zu mir (Come Early Morning)
- 2006: Dinge, die von Bäumen hängen (Things That Hang from Trees)
- 2007: Randy and the Mob
- 2008: Comanche Moon (Miniserie, 2 Episoden)
- 2008: The Last Lullaby
- 2009: That Evening Sun
- 2009: Blind Side – Die große Chance (The Blind Side)
- 2011: Take Shelter – Ein Sturm zieht auf (Take Shelter)
- 2011: Runaway Girl (Hick)
- 2011: Mein Freund, der Delfin (Dolphin Tale)
- 2011: Footloose
- 2011: Sons of Anarchy (Fernsehserie, 11 Episoden)
- 2012: Mud
- 2012: The Last Ride
- 2017: Fear the Walking Dead (Fernsehserie, 2 Episoden)
- 2018–2023: Mayans M.C. (Fernsehserie, 17 Episoden)
- 2019: Le Mans 66 – Gegen jede Chance (Ford v. Ferrari)
- 2020: Neues aus der Welt (News of the World)
- 2023: A Killer’s Memory (Knox Goes Away)
- 2023: The Continental (Miniserie, 2 Episoden)
- 2023: Sick Girl – Lügen haben kurze Beine (Sick Girl)
- 2023: The Dead Don’t Hurt

### Hinter der Kamera
Als Drehbuchautor
- 2001: Der Buchhalter (The Accountant, Kurzfilm)
- 2004: Chrystal
- 2007: Randy and the Mob
- 2013–2016: Rectify (Fernsehserie)

Als Regisseur
- 2001: Der Buchhalter (The Accountant, Kurzfilm)
- 2004: Chrystal
- 2007: Randy and the Mob
- 2013–2016: Rectify (Fernsehserie)

Als Produzent
- 2004: Chrystal
- 2007: That Evening Sun